# Klasentorp
Klasentorp är en av de större byarna i Slätthögs distrikt (fd socken) i Alvesta kommun, Kronobergs län. Byn uppstod sannolikt under 900- eller 1000-talet och är omnämnd i dokument från medeltiden. Idag består byn av ett tjugotal fastigheter, och ligger strax norr om kyrkbyn Slätthög. 